# 淄州
淄州，隋朝时设置的州。
开皇十六年（596年）置，治所在贝丘县（后改为淄川县，即今山东省淄博市淄川区）。大业初年省。唐朝武德元年（618年）复置，仍治淄川县，下领四县：淄川县、长山县、高苑县、邹平县。辖境相当今山东省邹平、高青、淄博及桓台、博兴部分地。天宝元年（742年）改置为淄川郡。乾元元年（758年）复为淄州。
北宋时，淄州属河南道。金朝时，属山东东路。元朝初年，置新城县。中统四年（1263年），蒲台县由滨州改属淄州，五年（1264年）升为淄州路
| 唐朝淄州辖县 | 唐朝淄州辖县                                             |
| ------------ | -------------------------------------------------------- |
| 619年        | 淄川县、长白县、莱芜县                                   |
| 623年        | 淄川县（废除长白县、莱芜县）                             |
| 625年        | 淄川县（长山县、高苑县、蒲台县来属）                     |
| 627年        | 淄川县、长山县、高苑县、蒲台县（邹平县来属）             |
| 632年        | 淄川县、长山县、高苑县、邹平县（废除蒲台县）             |
| 633年        | 淄川县、长山县、高苑县、邹平县（重设蒲台县）             |
| 643年        | 淄川县、长山县、高苑县、邹平县（蒲台县改属棣州）         |
| 707年        | 淄川县、长山县、高苑县、邹平县（新设济阳县）             |
| 760年        | 淄川县、长山县、高苑县、邹平县、济阳县（莱芜县来属）     |
| 769年        | 淄川县、长山县、高苑县、邹平县、济阳县（莱芜县改属兖州） |
| 820年        | 淄川县、长山县、高苑县、邹平县（废除济阳县）             |

| 唐朝淄州刺史 - 陈君通（武德年间） - 孙袭（贞观年间） - 梁某（649年） - 柳範（唐高宗前期） - 元嗣（660年） - 武怀运（666年） - 庞同本（唐高宗时） - 李文礼（唐高宗时） - 独孤谌（唐高宗时） - 封言道（689年—690年） - 李琨（武周时） - 崔言道（武周时） - 李玄同（武周时） - 独孤昌（武周时） - 狄光嗣（景龙年间） - 杜休纂（唐中宗时） - 李辿（开元初年） - 郑博雅（730年—731年） - 李亨（开元年间） - 李行淳（开元年间） - 卢某（开元年间） - 魏方回（开元年间） - 李浦（开元年间） - 源光乘（开元年间） - 李邕（739年—740年） - 淄川郡太守 | - 郑昈（乾元年间） - 张抱麟（乾元年间） - 殷仲卿（760年） - 卫季良（大历年间） - 李纳（777年之前） - 王圆（779年） - 李惟诚（贞元年间） - 崔澹（805年） - 裴洽（元和年间） - 张颋（818年之前） - 令狐通（820年—821年） - 郑绅（大和年间） - 李正卿（会昌初年） - 王晏实（844年—851年） - 徐鄑（856年） - 王迺（大中年间） - 王迈（大中、咸通年间） - 曹全晸（878年—880年） - 朱珍（884年） - 朱珍（887年） - 刘鄩（899年） |